# Distichlicoccus sahuayoensis
Distichlicoccus sahuayoensis är en insektsart som beskrevs av Williams och Granara de Willink 1992. Distichlicoccus sahuayoensis ingår i släktet Distichlicoccus och familjen ullsköldlöss. Inga underarter finns listade i Catalogue of Life.